# 텐서 미적분학
텐서 미적분학(tensor calculus)은 벡터장을 다루는 벡터 미적분학을 텐서장으로 확장한 미적분학이다. 이 분야를 발전시킨 수학자의 이름을 따서 리치 미적분학(Ricci calculus)이라고도 한다. 이탈리아 수학자 그레고리오 리치쿠르바스트로와 툴리오 레비치비타가 미분기하학을 연구하며 발전시켰다.
당대를 대표하는 영향력을 가진 미분기하학자들 중 한명인 천싱선은 텐서 미적분학의 역할을 다음과 같이 설명했다:
다양체에 대해 얘기하는 미분기하학에서 한 가지 어려운 점은, 기하학은 좌표로 설명되지만 좌표는 의미가 없다는 것이다. 이들은 변환을 거치도록 허용된다. 그리고 새로운 분야인 텐서 미적분학 또는 리치 미적분학은 이런 상황을 다루기 위한 중요한 도구이다. …기하학에서 기하학적 상황은 수로 묘사되지만 수를 임의로 바꿀 수 있다. 그래서 이를 다루기 위해 리치 미적분학이 필요하다.
미분기하학에서 텐서의 등장은 최소한 독일 수학자 가우스로 거슬러 올라간다. 가우스는 곡면의 미분기하학을 연구하면서 텐서 개념을 도입했다. 미분기하학에서 등장하는 텐서장은 대표적으로 계량 텐서, 리치 곡률 텐서와 리만 곡률 텐서가 있다.

## 기호
텐서 기호에서는 공변 성분을 아래 첨자를 써서 {\displaystyle A_{\alpha \beta \gamma \cdots }}로, 반변 성분을 윗첨자를 써서 {\displaystyle A^{\alpha \beta \gamma \cdots }}로 나타낸다. 공변과 반변이 섞여있는 경우 {\displaystyle A_{\alpha }{}^{\beta }{}_{\gamma }{}^{\delta \cdots }}처럼 위아래 둘다 첨자를 쓴다 데카르트 좌표를 나타내는 일반적인 수학 기호는, 많은 사람들이 인식하지 못하지만, 공변 첨자를 쓰고 있는 것이다. 또한 반변을 나타내는 윗첨자는 기존의 거듭제곱 기호와 혼동을 불러 일으킬 수 있다.
윗첨자와 아래첨자들의 수는 그 텐서의 종류를 정한다. 윗첨자가 {\displaystyle n}개, 아래첨자가 {\displaystyle m}개 일 때 {\displaystyle (n,m)}-텐서라고 부른다. 이때 텐서의 랭크 또는 차수는 {\displaystyle n+m}이다.
텐서 기호로 벡터를 기저 벡터와 성분 벡터의 축약으로 표현할 수 있다:
{\displaystyle {\vec {V}}=V^{i}{\vec {Z}}_{i}=V_{i}{\vec {Z}}^{i}}
벡터는 이렇게 (반변 성분 벡터와 공변 기저 벡터) 또는 (공변 성분 벡터와 반변 기저 벡터)의 축약으로 표현 할 수 있다.
모든 첨자가 아래첨자인 텐서를 공변텐서라 하고, 모든 첨자가 윗첨자인 텐서를 반변텐서라고 한다. 임의의 벡터를 기저 벡터와 점곱할 때 공변과 반변을 구별할 필요성이 나타난다. 이 때 점곱은 두 가지 의미를 가질 수 있다.
- 임의의 벡터를 기저 벡터에 사영하기

- 기저 벡터를 임의의 벡터에 사영하기{\displaystyle {\vec {V}}\cdot {\vec {Z}}_{i}=V_{i}={\vec {V}}^{T}{\vec {Z}}_{i}={\vec {Z}}_{i}^{T}{\vec {V}}={\mathrm {proj} _{{\vec {Z}}^{i}}({\vec {V}})}\cdot {\vec {Z}}_{i}={\mathrm {proj} _{\vec {V}}({\vec {Z}}^{i})}\cdot {\vec {V}}}{\displaystyle {\vec {V}}\cdot {\vec {Z}}^{i}=V^{i}={\vec {V}}^{T}{\vec {Z}}^{i}={{\vec {Z}}^{i}}^{T}{\vec {V}}={\mathrm {proj} _{{\vec {Z}}_{i}}({\vec {V}})}\cdot {\vec {Z}}^{i}={\mathrm {proj} _{\vec {V}}({\vec {Z}}_{i})}\cdot {\vec {V}}}

#### 공변 벡터 분해
{\displaystyle {\vec {V}}=V^{i}{\vec {Z}}_{i}}
| 변수                           | 설명                                        | 종류 |
| ------------------------------ | ------------------------------------------- | ---- |
| {\displaystyle {\vec {V}}}     | 벡터                                        | 불변 |
| {\displaystyle V^{i}}          | 반변 성분들 (스칼라들이 원소인 순서 집합)   | 변함 |
| {\displaystyle {\vec {Z}}_{i}} | 공변 기저벡터들 (벡터들이 원소인 순서 집합) | 변함 |

#### 반변 벡터 분해
{\displaystyle {\vec {V}}=V_{i}{\vec {Z}}^{i}}
| 변수                           | 설명                                          | 종류 |
| ------------------------------ | --------------------------------------------- | ---- |
| {\displaystyle {\vec {V}}}     | 벡터                                          | 불변 |
| {\displaystyle V_{i}}          | 공변 성분들 (스칼라들이 원소인 순서 집합)     | 변함 |
| {\displaystyle {\vec {Z}}^{i}} | 반변 기저벡터들 (여벡터들이 원소인 순서 집합) | 변함 |

### 계량 텐서
계량 텐서는 스칼라 성분({\displaystyle Z_{ij}} 또는 {\displaystyle Z^{ij}})을 갖는 행렬로 나타내고, 축약을 통해 다른 텐서의 첨자를 내리거나 올리는 데 쓰인다. 이는 공변 텐서를 반변 텐서로 바꾸거나 그 반대를 수행한다. {\displaystyle T_{i}=Z_{ij}T^{j}}는 첨자 내림의 예시이고 {\displaystyle T^{i}=Z^{ij}T_{j}}는 첨자 올림의 예시이다.
계량 텐서는
{\displaystyle Z_{ij}={\vec {Z}}_{i}\cdot {\vec {Z}}_{j}}
또는
{\displaystyle Z^{ij}={\vec {Z}}^{i}\cdot {\vec {Z}}^{j}}
로 정의 할 수 있다. 이는 기저 벡터들 중 두 벡터를 선택하고 점곱을 하는 모든 경우에 대해 그 값을 성분으로 갖는 행렬을 만들면 계량 텐서가 된다는 뜻이다. 이는 내적 공간에서 기저끼리의 내적이 결정되면 임의의 두 벡터의 내적이 결정됨과 같은 뜻이다.

## 응용
텐서 미적분학의 가장 초기이자 극적인 응용은 일반 상대론에서의 응용이다. 일반 상대론은 아인슈타인과 그의 수학자 동료 그로스만의 공동 논문 이후로 준 리만기하학으로 기술되며 발전하였다. 미분기하학에서 텐서 미적분학을 쓰므로 자연스럽게 일반상대론에도 쓰이게 되었다. 일반 상대론 뿐만 아니라 전자기학, 양자장론, 연속체 역학, 기계학습 등 많은 응용 분야에서 쓰인다.

## 같이 보기
- 미분기하학
- 곡선좌표계
- 다중선형대수학